# Franciskuskapellet
Franciskuskapellet är en kyrkobyggnad som tillhör Varvs församling i Skara stift. Den ligger i Tidaholms kommun.

## Kyrkobyggnaden
Kapellet skapades 1972 när kyrkoherde Åke Levenstam och hans fru Karin  tillsammans med kyrkans ungdom gjorde ett vägkapell av den så kallade Espe-Lars jordkällare på Varvsbergets östsluttning. Kapellet tillägnades Franciskus av Assisi som missionerade på 1200-talet och aldrig uppförde några stora kyrkobyggnader, utan förespråkade enkelhet.
Byggnaden har kalkade väggar och kalkstensgolv. Inredningen består av ett altare och två grovt tillyxade bänkar. Upp till kapellet leder en pilgrimsstig.
En klockstapel med en vällingklocka står invid kapellet,  